# Outilansaari
Outilansaari är en ö i Finland. Den ligger i sjön Lylyjärvi och i kommunen Sankt Michel i den ekonomiska regionen  S:t Michel och landskapet Södra Savolax, i den södra delen av landet, 230 km nordost om huvudstaden Helsingfors. Öns area är 0,7 hektar och dess största längd är 270 meter i nord-sydlig riktning.